# Mistrzostwa Świata w Szermierce 1970
Mistrzostwa Świata w Szermierce 1970 – 37. edycja mistrzostw odbyła się w tureckiej stolicy Ankarze.

## Klasyfikacja medalowa
| Lp. | Państwo    | złoto | srebro | brąz | Razem |
| --- | ---------- | ----- | ------ | ---- | ----- |
| 1   | ZSRR       | 5     | 4      | 1    | 10    |
| 2   | Węgry      | 2     | 2      | 1    | 5     |
| 3   | RFN        | 1     | –      | –    | 1     |
| 4   | Polska     | –     | 1      | 2    | 3     |
| –   | Rumunia    | –     | 1      | 2    | 3     |
| 6   | Francja    | –     | –      | 1    | 1     |
| –   | Szwajcaria | –     | –      | 1    | 1     |

## Medaliści

### Mężczyźni
| Złoto                                                                                                  | Srebro                                                                                                  | Brąz |
| Floret                                                                                                 | | |
| Friedrich Wessel                                                                                       | Leonid Romanow                                                                                          | Marek Dąbrowski                                                                                         |
| ZSRR · Wiktor Putiatin · Leonid Romanow · Anatolij Kotieszew · Wasyl Stankowycz · Walerij Łukjanczenko | Węgry · Sándor Szabó · Jenő Kamuti · László Kamuti · Béla Gyarmati · István Czakkel                     | Rumunia · Mihai Țiu · Tănase Mureșanu · Iuliu Falb · Ștefan Ardeleanu · Ștefan Haukler                  |
| Szpada                                                                                                 | | |
| Aleksiej Nikanczikow                                                                                   | Siergiej Paramonow                                                                                      | Csaba Fenyvesi                                                                                          |
| Węgry · Csaba Fenyvesi · Zoltán Nemere · Győző Kulcsár · Sándor Erdős · Pál Schmitt                    | Polska · Bohdan Gonsior · Henryk Nielaba · Michał Butkiewicz · Kazimierz Barburski · Zbigniew Matwiejew | Szwajcaria · Daniel Giger · Christian Kauter · Peter Lötscher · Alexandre Bretholz · Christian Stricker |
| Szabla                                                                                                 | | |
| Tibor Pézsa                                                                                            | Mark Rakita                                                                                             | Władimir Nazłymow                                                                                       |
| ZSRR · Wiktor Sidiak · Mark Rakita · Władimir Nazłymow · Eduard Winokurow · Siergiej Prichodʹko        | Węgry · Tibor Pézsa · Tamás Kovács · Miklós Meszéna · Péter Marót · János Kalmár                        | Polska · Jerzy Pawłowski · Józef Nowara · Zygmunt Kawecki · Krzysztof Grzegorek · Janusz Majewski       |

### Kobiety
| Złoto | Srebro                                                                                  | Brąz |
| Floret |                                                                                         | |
| Galina Gorochowa | Jelena Nowikowa                                                                         | Olga Szabó |
| ZSRR · Galina Gorochowa · Jelena Nowikowa · Aleksandra Zabielina · Swietłana Czirkowa · Tatjana Pietrienko-Samusienko | Rumunia · Olga Szabó · Ecaterina Stahl-Iencic · Ileana Drîmbă · Ana Pascu · Maria Vicol | Francja · Catherine Rousselet-Ceretti · Brigitte Gapais · Annick Level · Claudette Herbster-Josland · Marie-Chantal Depetris-Demaille |